# Wayne Ford
Wayne Adam Ford (n. 3 decembrie 1961, Petaluma⁠(d), California, SUA) este un criminal în serie american. Ford, fost șofer de camion pe distanțe lungi, a comis patru crime între anii 1997 și 1998. Acesta și-a strangulat victimele, iar în cazul a trei dintre ele, trupurile au fost ulterior dezmembrate. S-a predat autorităților având sânul unei femei într-o pungă, ascuns în buzunarul hainei.

## Biografie
Ford s-a născut în Petaluma, California, fiind al doilea fiu al unui tată american și al unei mame imigrante germane. Părinții săi au divorțat când el avea 10 ani. A renunțat la liceu și s-a înrolat în Corpul Marin al Statelor Unite, unde a servit timp de șase ani înainte de a fi eliberat onorabil în 1985.
În noiembrie 1980 a fost lovit de un șofer beat, ceea ce i-a cauzat o traumă craniană și l-a ținut în comă timp de nouă zile. Conform relatărilor rudelor, personalitatea sa a suferit o schimbare drastică după incident.
A avut două căsătorii, ambele încheiate prin divorț. În 1981 și-a forțat prima soție, Kelly Pletcher, să întrerupă o sarcină.
Începând cu anul 1983 a avut probleme tot mai mari la locul de muncă, pe fondul unui declin psihologic care a necesitat mai multe spitalizări. Ford a fost diagnosticat cu tulburare de personalitate borderline.
A avut o serie de conflicte cu legea, inclusiv acuzații de agresiune și jaf al unei prostituate în 1986, în Garden Grove, California. În 1990, a fost arestat pentru cruzime față de animale, infracțiune pentru care a ispășit o scurtă pedeapsă cu închisoarea în San Clemente, California.

## Victime
Între 1997 și 1998, a ucis cel puțin patru femei. La momentul crimelor, locuia într-un parc de rulote din Arcata, California, lucrând ca șofer de camion pe distanțe lungi.
- Kerry Ann Cummings (25 de ani) – Ucisă în 1997. Cadavrul a fost descoperit pe 17 octombrie 1997, la nord de Eureka, California, în zona Ryan Slough. Cummings a fost înregistrată drept Jane Doe până în iunie 2023, când o colaborare între Unitatea pentru Cazuri Nerezolvate a Biroului Șerifului din Humboldt, Laboratorul de Expertiză ADN al Departamentului de Justiție din California și Othram Inc. a identificat corpul acesteia, folosind un profil ADN și confirmând o corespondență genealogică.[7]
- Tina Renee Gibbs (26 de ani) – Ucisă pe 16 mai 1998, lângă Las Vegas. Corpul său a fost găsit pe 2 iunie, lângă Buttonwillow, California.
- Lanette Deyon White (25 de ani) – Ucisă pe 25 septembrie 1998, în Ontario, California, și abandonată lângă Lodi, California.
- Patricia Anne Tamez (29 de ani) – Ucisă în Hesperia, California. Corpul său a fost găsit pe 23 octombrie 1998, într-un canal din San Bernardino, California.[8]

## Arestare și proces
Ford s-a predat singur; pe 2 noiembrie 1998, a intrat în Departamentul Șerifului din Comitatul Humboldt însoțit de fratele său, având în buzunar sânul retezat al unei femei. A mărturisit că a ucis patru femei și se crede că ar fi făcut și alte victime.
Pe 27 iunie 2006, a fost găsit vinovat de patru capete de acuzare de omor de gradul întâi, iar în august 2006 a fost condamnat la moarte. În prezent, el se află pe lista celor condamnați la moarte la Penitenciarul de Stat San Quentin din California.

## În mass-media
Mai multe documentare au prezentat cazul.
- În 2013, Investigation Discovery a difuzat un documentar de 45 de minute intitulat Killer Truckers, despre șoferii de camion criminali în serie, inclusiv Ford.[9]
- În 2015, emisiunea TV Most Evil a analizat cazul lui Ford în sezonul 4. El a fost clasat pe locul 17 din cei 22 de niveluri pe scala de evaluare.[10]
- În 2019, în emisiunea TV Reelz I Lived With a Killer, fratele lui Wayne, Rodney, a vorbit despre copilăria lor, despre cum a aflat de crime și despre cum l-a convins să se predea.[11]
- În 2021, într-un episod din Evil Lives Here, prima soție a lui Wayne, Kelly Pletcher, a vorbit despre relația lor abuzivă.
- În 2024, serialul britanic Most Evil Killers a realizat un episod despre crimele sale.